# Bargerova vila
Puristická Bargerova vila v Dewetterově ulici v Týně nad Vltavou byla dokončena roku 1930 podle projektu málo známého pražského stavitele Adolfa Beneše (nikoli architekta Adolfa Benše). Dochovala se ve velmi autentickém stavu včetně moderního dispozičního řešení a interiérů s architektonickými a řemeslnými prvky. Vila byla prohlášena za kulturní památku 15. října 2020. Památkově chráněna je i zahrada a její oplocení.

## Historie
Vilu si nechal postavit mlynář Ladislav Barger nad svým mlýnem jako reprezentativní sídlo. Od Ladislava Bargera koupil dům Emil Radok z Kolodějů nad Lužnicí, bratr Alfreda Radoka a roku 1949 byla vila prodána MVDr. Janu Pípalovi. Vile se tak říkalo „U Pípalů“.  Do přízemí vily byli posléze nastěhováni kvůli nadbytečným metrům ještě další nájemníci, rodina Pípalových bydlela v prvním patře. Jan Pípal zemřel v roce 1990 ve věku 79 let. Jeho dcera Vlastimila, provdaná Pospíšilová (1941–2014) byla organizátorkou mnoha hudebních soutěží a seminářů. Ve své vile i v její zahradě pořádala  různé společenské akce a koncerty klasické hudby, na které zvala významné interprety z Čech i celého světa. Nyní vilu vlastní její dcera Mgr. Markéta Vejvodová. Vila je dnes v dobře udržovaném stavu. Zachovalo se maximum původních konstrukcí a materiálů, včetně některých vnitřních povrchových úprav, výplní otvorů nebo osvětlovacích těles.

## Popis
Na zděné patrové vile je patrný silný vliv puristické a nastupující funkcionalistické architektury.

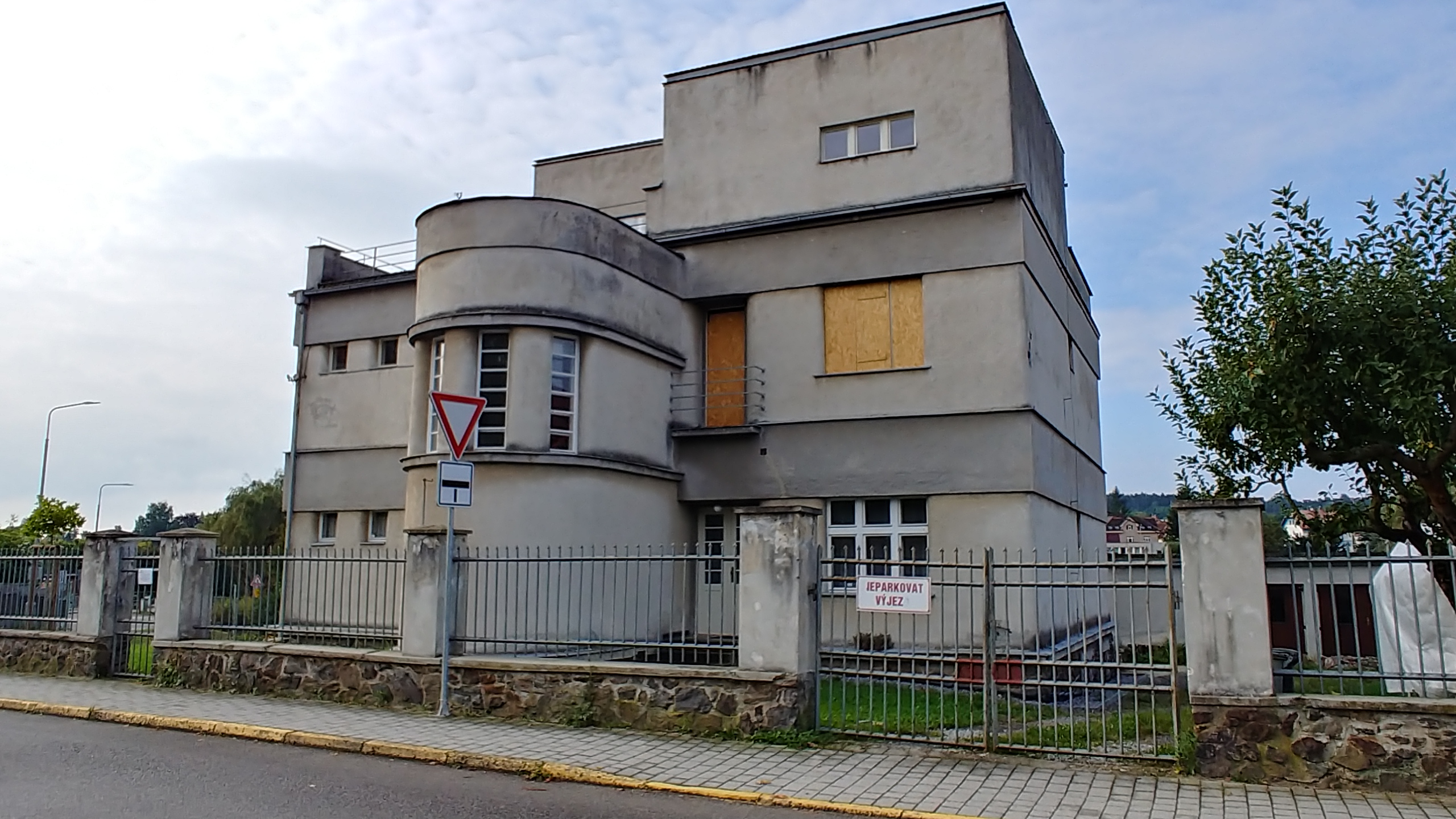
Pohled z ulice, severní průčelí (2021)

Jižní zahradní průčelí má uprostřed široký rizalit, který je v prvním patře celý prosklený. Na severním vstupním průčelí je půlválcový schodišťový rizalit. V patře jsou balkony s trubkovým zábradlím. Vodorovně jsou všechna průčelí členěna kamenným soklem a širokým nadokenním pásem nad přízemím i nad patrem. Střešní terasa je ohrazena na východní straně parapetní zídkou, na ostatních stranách je trubkové zábradlí.
Vedle vlastní architektury se dochovaly autentické prvky dveřních a okenních výplní i s kováním, dřevěné prkenné povrchy podlah, kovová zábradlí, kachlová kamna v hale i osvětlovací tělesa. Na podestách i stupních je terazzo. V kuchyni a komoře je původní obklad ze zeleného skla. Prostřední salon v prvním patře vystupuje proskleným rizalitem do zahrady. Ve střešním patře je východ na střechu. Plochá střecha je pokryta asfaltovými pásy a lemována po obvodu parapetní zdí ze západní a východní strany, na severní a jižní straně je kovové zábradlí z hranatých prutů.
V suterénu jsou sklepní prostory, prádelna, sklad uhlí atd. Ve střední místnosti v jižním průčelí je vstup do zahrady s nízkými plechovými dveřmi.
V současnosti je vila v téměř autentickém stavu s minimálními novodobějšími zásahy.